# Бунчук (музичний інструмент)
Бунчук (також турецька півмісяць (англ. Turkish crescent китайська капелюх ( фр. Chapeau chinois турецька звенелка (англ. Turkish jingle), дзвінкий Джонні (англ. Jingling Johnny), шелленбаум (нім. Schellenbaum), китайський павільйон (фр .pavillon chinois)) - ударно-шумовий музичний інструмент .
В часи Російської імперії бунчук широко використовувався у козачих та піхотних частинах. Наразі широко використовується в маршових оркестрах німецького бундесвера, французько Іноземного легіону, російських військових сил, військових сил Чилі і деяких інших держав. Інструмент, зазвичай заввишки від 2 до 2,5 метрів, складається з вертикального дерев'яного жердини з поперечиною в формі півмісяця, зробленої зазвичай з латуні. Численні дзвіночки прикріплені до півмісяця і в інших місцях інструменту. Часто два пофарбованих кінських хвоста підвішуються до кінців півмісяця. Крім півмісяця, на жердині іноді розміщується латунний предмет конічної форми, за яким у Франції інструмент стали називати «китайської капелюхом». «Капелюх» може бути навершием інструменту, в інших випадках вона знаходиться нижче навершя, або ж її немає, а для навершя можуть бути використані фігура орла або що-небудь інше. Для інструменту немає стандартної конфігурації, і з багатьох збережених в музеях екземплярів чи знайдеться два схожих.
У деяких народних творах різних країн звучать схожі інструменти, засновані на дерев'яному палиці з дзвінкими насадками.

## Історія
Інструмент, можливо, має попередників в особі в центральноазійських тенгріанських штандартів. Подібні інструменти зустрічаються в стародавній китайській музиці, куди, можливо, потрапили з тих же середньоазійських (тюркських) джерел . Родинним Бунчуку, як музичного інструменту, предметом є також турецький бунчук-штандарт, з яким він сусідив у яничарів.
Європейці знали про цей інструмент вже в XVI столітті. У XVIII столітті він асоціювався з яничарами і був частиною яничарського оркестру, а в XIX столітті широко використовувався в європейських військових оркестрах. Особливо часто китайська капелюх застосовувалася у військових оркестрах наполеонівської Франції.
У 1881 році німецький імператор Вільгельм I подарував турецький півмісяць королю Гаваїв Калакауа з нагоди його візиту до Берліна під час навколосвітньої подорожі. Цей інструмент з тих пір використовувався Гавайських королівським оркестром.
В середині XIX століття цей інструмент став часто замінюватися в складі військових оркестрів кавалерійською (маршовою) лірою.
Інструмент практично вийшов з ужитку в Англії в середині XIX століття, але зберігся до наших днів в Німеччині і в Нідерландах, а також в двох військових оркестрах у Франції (Іноземного легіону Франції і 1-й полку спаги). Він також використовується у військових оркестрах Російської Федерації, України, Білорусії, Азербайджану, Казахстану, Чилі, Перу, Болівії і Бразилії. Його присутність в оркестрах Чилі, Бразилії та Болівії пов'язано з німецьким військовим впливом, яке існувало в цих країнах в кінці XIX - початку XX століть.

## Немузичні аспекти
Турецькі півмісяці в деяких випадках мали символічне значення для військових частин, які їх використовували. Так, британський 88-й піхотний полк захопив такий інструмент у французів в битві при Саламанці, що сталася в Іспанії в 1812 році. Пізніше цей предмет став полковий реліквією і незмінно «брав участь» у парадах полку .

## Використання в музичних творах
- Турецький півмісяць був використаний композитором Йозефом Гайдном у його Симфонії № 100 (1794).
- Передбачається, що Бетховен використовував турецька півмісяць у фіналі своєї Дев'ятої симфонії, хоча це не вказано в партитурі [3].

## Галерея

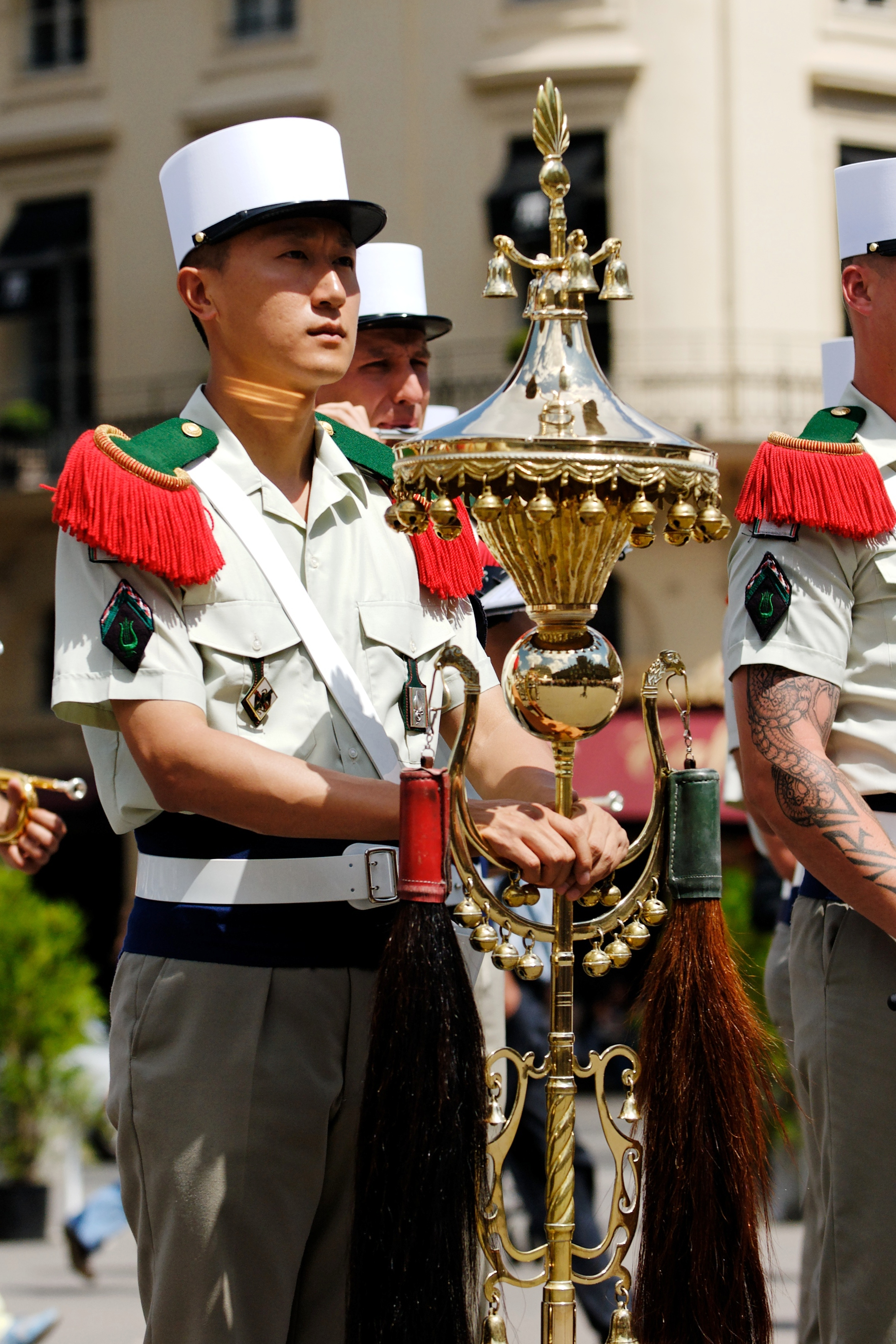
Китайська капелюх на параді французького Іноземного легіону, 2008 рік.
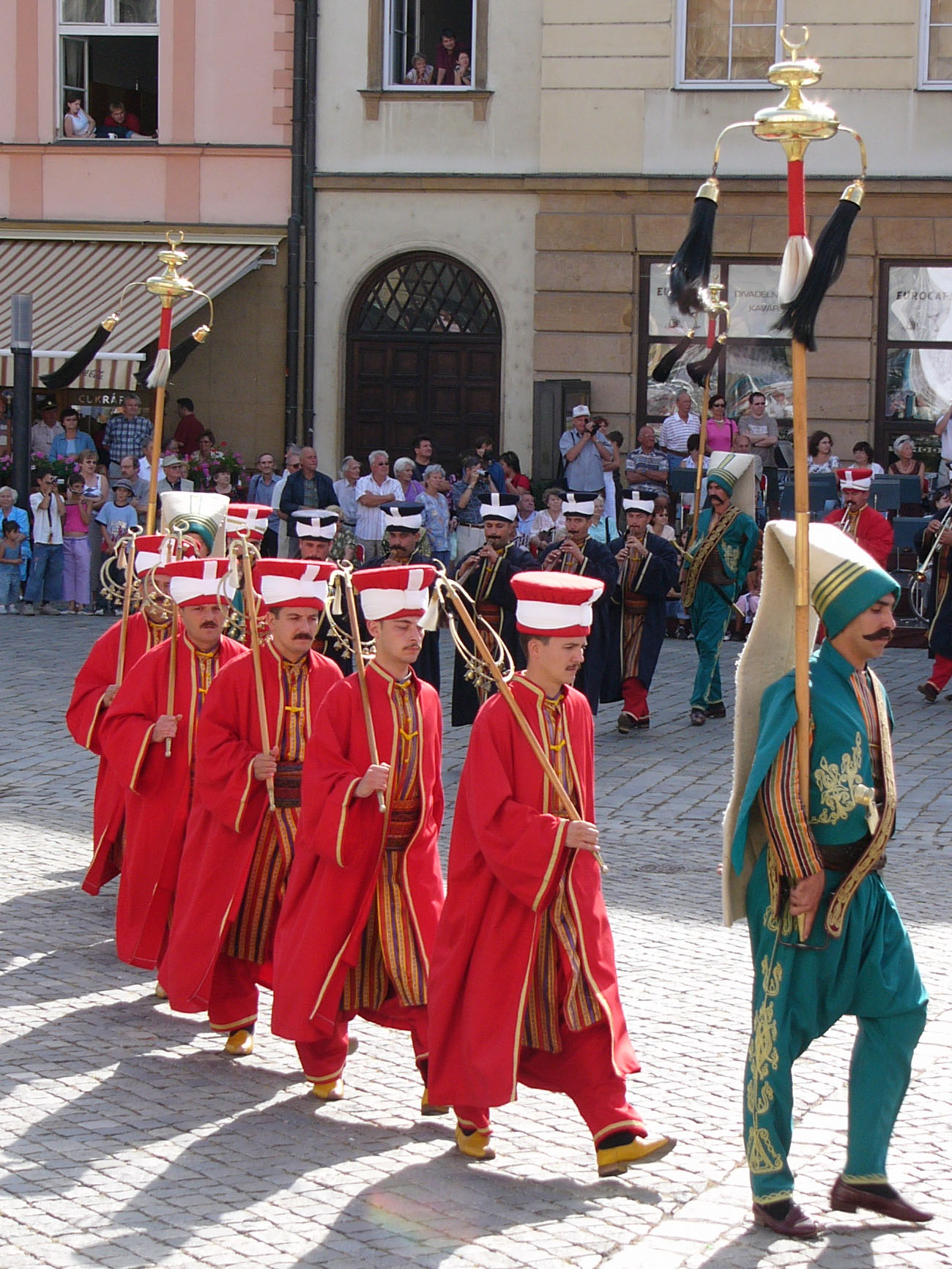
Турецькі півмісяці реконструйованого яничарського військового оркестру.
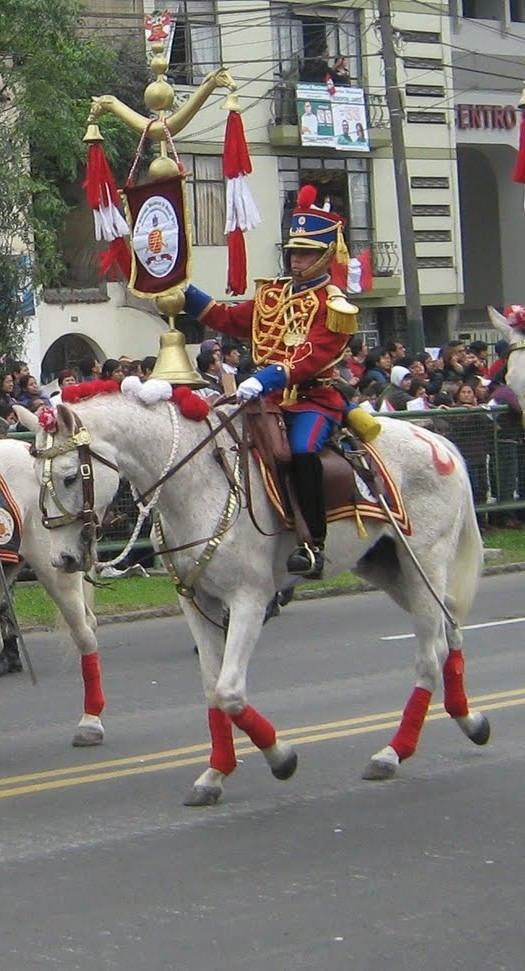
Перуанський гвардійський гусар з турецьким півмісяцем.
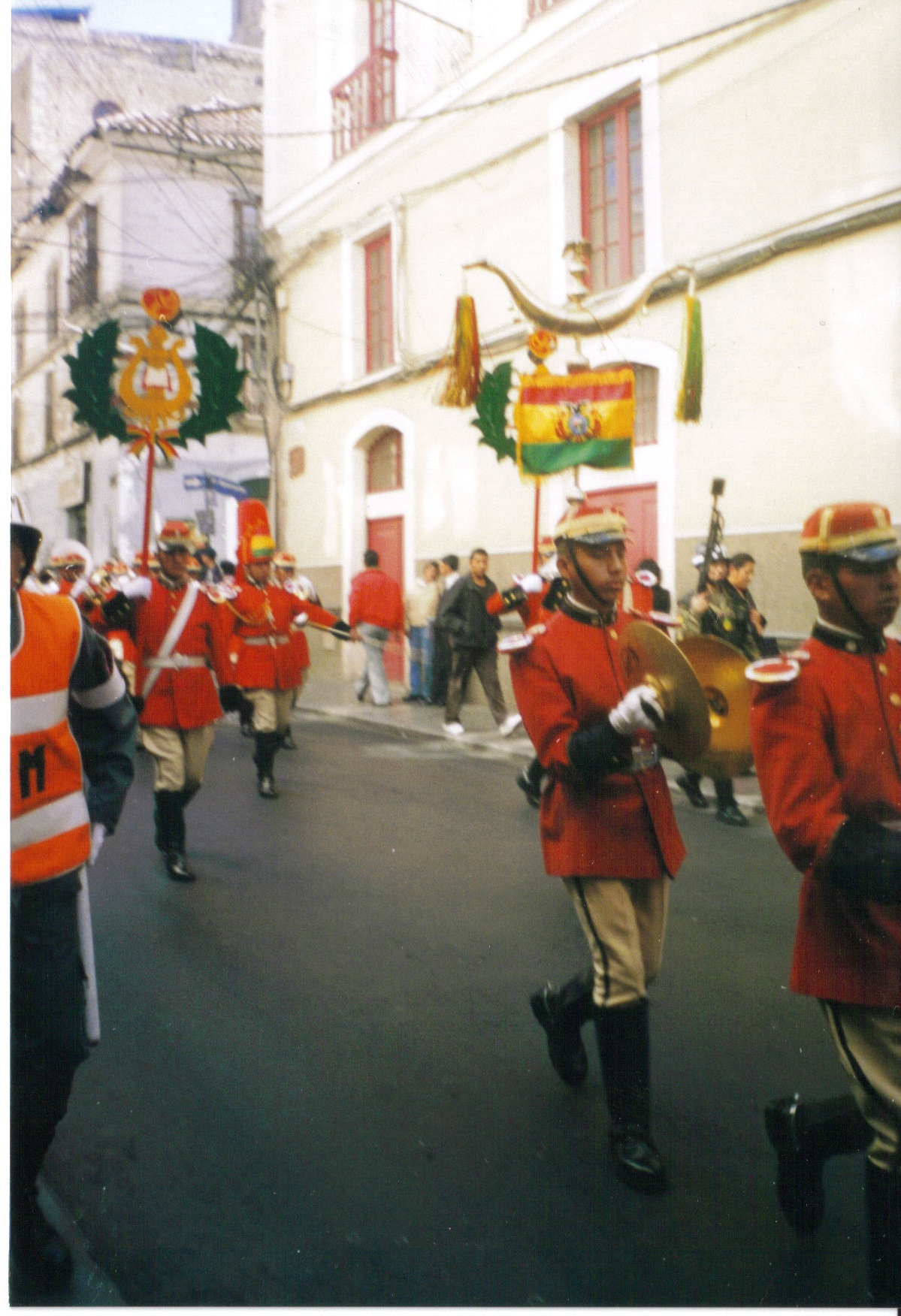
Турецький півмісяць і маршова ліра на параді в Болівії.
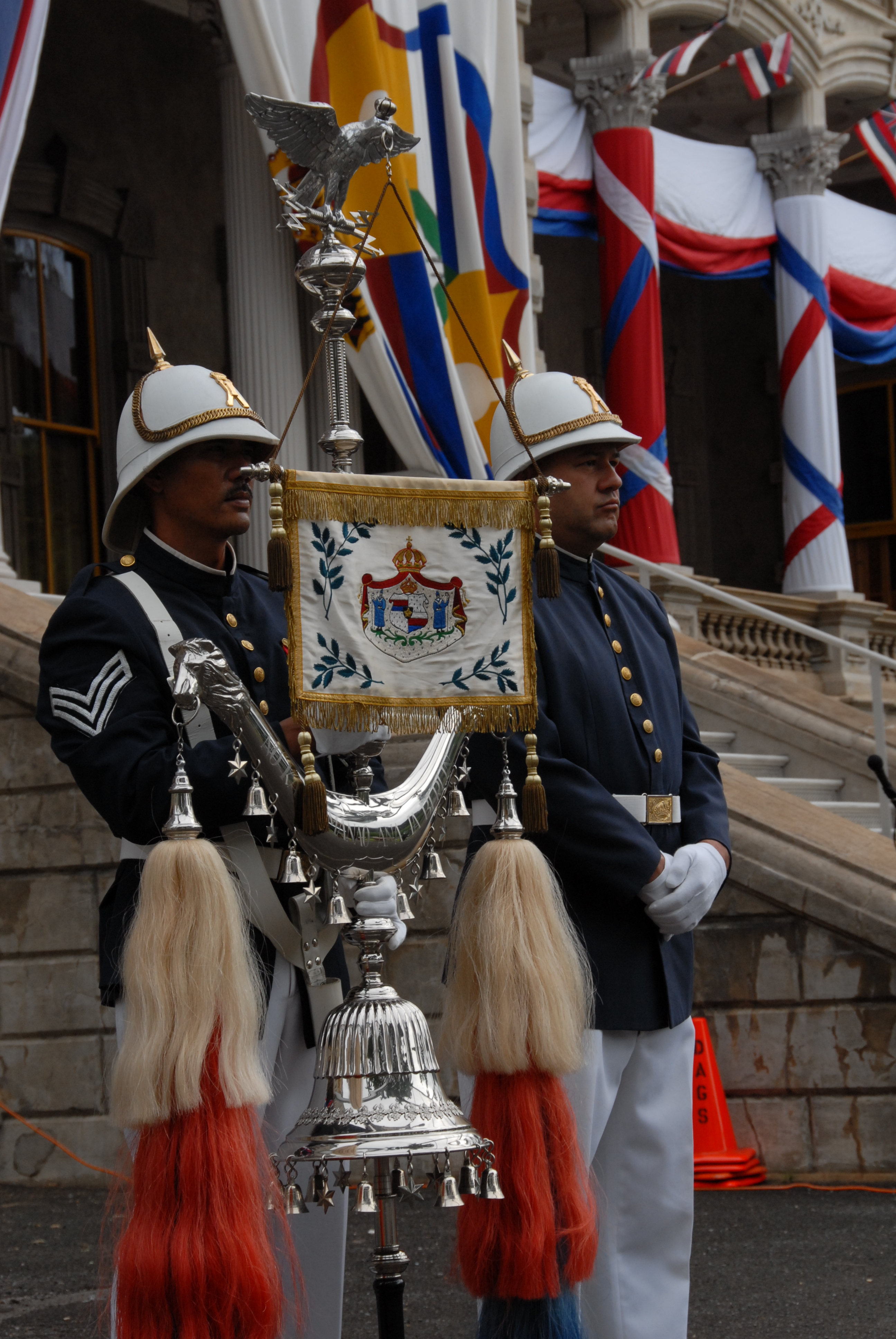
Гавайські гвардійці з турецьким півмісяцем.
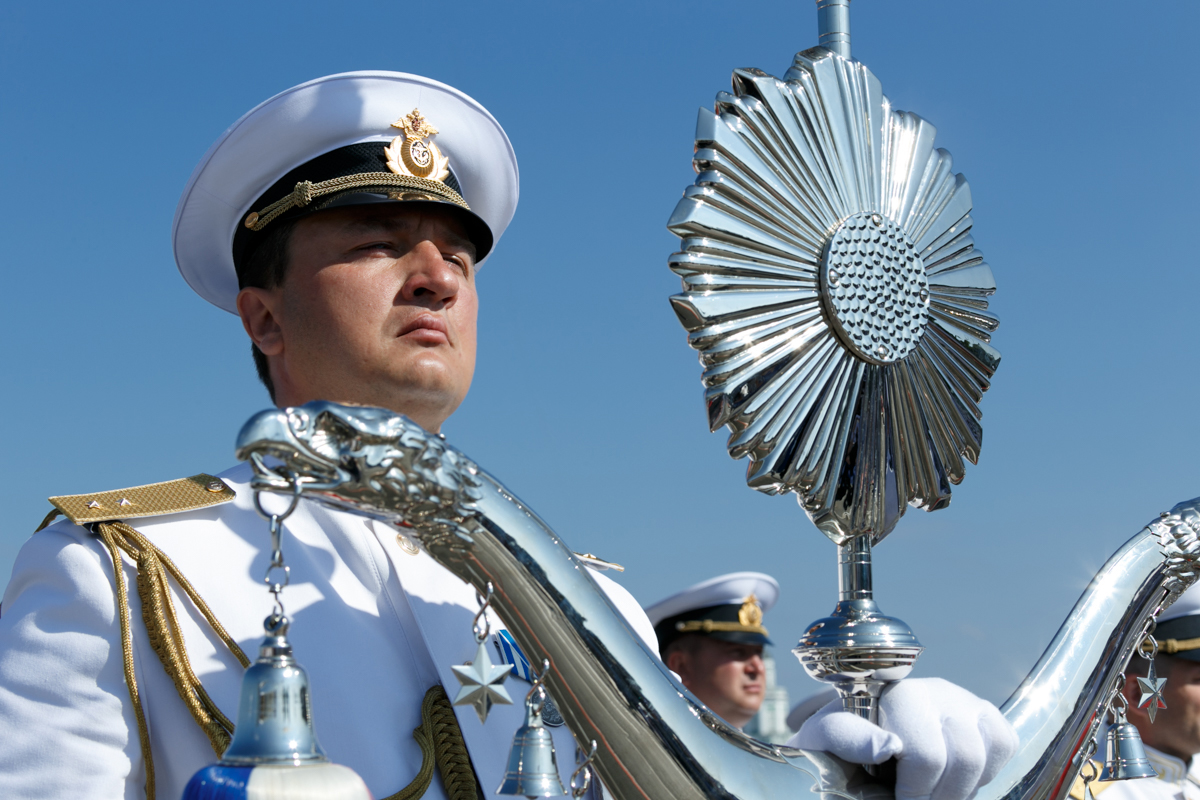
Бунчук на головному військово-морському параді в Росії, 2018 рік.

## Літератури
- Д. Р. Рогаль-Левицкий. Современный оркестр / под ред. Н. Поповой. — М. : Музыкальное издательство, 1956. — Т. III. — С. 323—328. — 2500 прим.
- Blades, James (1980). «Turkish crescent». In Stanley Sadie (ed. ). The New Grove Dictionary of Music and Musicians. London: MacMillan.